# Rolando Panerai
Rolando Panerai (Campi Bisenzio, 17 ottobre 1924 – Firenze, 22 ottobre 2019) è stato un baritono e regista teatrale italiano.
In una carriera che copre più di settant'anni fin dal debutto avvenuto nel 1946, interpretò sia il repertorio classico del XIX secolo che lavori di artisti post-verdiani fino al proporre anche opere di compositori contemporanei; attivo anche nella regia teatrale, le sue più recenti produzioni risalgono al 2019 per il teatro Carlo Felice di Genova.

## Biografia
Iniziò lo studio del canto a Firenze, prima presso insegnanti privati e poi presso il centro di avviamento lirico del Teatro comunale; successivamente vinse il primo concorso nazionale del Teatro lirico sperimentale di Spoleto, debuttando al Teatro Nuovo del centro umbro nel Don Pasquale di Donizetti.
La sua carriera l'ha visto esibirsi nei maggiori teatri del mondo, tra i più importanti dei quali la Scala di Milano, il Covent Garden di Londra, il Metropolitan di New York, la Staatsoper di Vienna, il Liceu di Barcellona, l'Opéra di Parigi, oltre che nei Festival di Salisburgo, Edimburgo ed Aix-en-Provence: a fronte di un vasto repertorio classico, non ha disdegnato altresì di affrontare produzioni dei compositori post-verdiani e contemporanei, come conferma per esempio l'interpretazione in Partita a pugni del giovane (all'epoca) Vieri Tosatti al Festival internazionale di musica contemporanea a latere della Biennale di Venezia del 1953.
Fu, anche, pioniere della lirica in televisione: figura, infatti, nel cast della prima opera trasmessa sul piccolo schermo dalla Rai il 23 aprile 1954, il Barbiere di Siviglia di Rossini; quarantasei anni più tardi, nel 2000, si esibì in La traviata a Paris, opera-film trasmesso in diretta mondovisione in più di cento Paesi.
Il suo repertorio di circa 150 titoli comprende, tra le altre, interpretazioni nelle verdiane Rigoletto, Falstaff, Il trovatore, La traviata e Don Carlo e quelle di Figaro sia nelle omonime Nozze mozartiane che nel rossiniano Barbiere di Siviglia.
Di rilievo altresì le partecipazioni a prime teatrali assolute tra le quali il postumo Angelo di fuoco (1955) di Prokof'ev, Il calzare d'argento (1961) di Pizzetti, Il buon soldato Svejk (1962) di Turchi e, ancora, un'altra opera postuma, L'ombra dell'asino (1967) di Richard Strauss.
Nel 1972 debuttò nella regia teatrale, dirigendo a Genova Il campanello di Donizetti: a tal proposito Panerai sottolineò la relativa casualità dell'inizio di tale attività, in quanto a fronte della proposta di essere pagato solo metà del compenso usuale vista la brevità del lavoro, ne sollecitò anche la regia per riscuotere il compenso intero.
Nonostante l'attività di regista e l'età, non abbandonò mai completamente il canto: nel 2004 celebrò il suo ottantesimo compleanno interpretando Don Alfonso nel mozartiano Così fan tutte a Firenze e, ancora, in occasione di una riproposizione genovese (2011) del Campanello e di Gianni Schicchi, si esibì a 87 anni nelle prime rappresentazioni di tali opere.
Nell'ottobre 2014, in occasione del suo novantesimo compleanno, il Maggio Musicale Fiorentino organizzò in suo onore una serata con arie da lui interpretate in carriera tratte da opere di Rossini, Massenet, Verdi, Donizetti e Puccini.
Più recentemente, nell'aprile 2019 ha diretto un ennesimo allestimento del Gianni Schicchi al Carlo Felice di Genova.
Attivo fino ai suoi ultimi giorni di vita, è morto a 95 anni il 22 ottobre 2019 a Settignano, frazione fiorentina dove risiedeva.

## Repertorio parziale
| Repertorio operistico    | Repertorio operistico          | Repertorio operistico |
| ------------------------ | ------------------------------ | --------------------- |
| Ruolo                    | Titolo                         | Autore                |
| De Guiche                | Cyrano De Bergerac             | Alfano                |
| Sir Riccardo Forth       | I puritani e i cavalieri       | Bellini               |
| Escamillo                | Carmen                         | Bizet                 |
| Baldassarre              | L'Arlesiana                    | Cilea                 |
| Corbolone                | Il marito disperato            | Cimarosa              |
| Geronimo                 | Il matrimonio segreto          | Cimarosa              |
| Don Macario              | La lettera anonima             | Donizetti             |
| Belcore Dott. Dulcamara  | L'elisir d'amore               | Donizetti             |
| Enrico                   | Il campanello                  | Donizetti             |
| Enrico Ashton            | Lucia di Lammermoor            | Donizetti             |
| Alfonso XI               | La favorita                    | Donizetti             |
| Dottor Malatesta         | Don Pasquale                   | Donizetti             |
| Nardo                    | Il filosofo di campagna        | Galuppi               |
| Gran Sacerdote di Apollo | Alceste                        | Gluck                 |
| Giove                    | Filèmone e Bauci               | Gounod                |
| Arsamane                 | Serse                          | Händel                |
| Pietro                   | Hänsel e Gretel                | Humperdinck           |
| Tonio Silvio             | Pagliacci                      | Leoncavallo           |
| Compare Alfio            | Cavalleria rusticana           | Mascagni              |
| Lescaut                  | Manon                          | Massenet              |
| Albert                   | Werther                        | Massenet              |
| Il marito                | Amelia al ballo                | Menotti               |
| Manfredo                 | Il giuramento                  | Mercadante            |
| Ottone                   | L'incoronazione di Poppea      | Monteverdi            |
| Conte d'Almaviva Figaro  | Le nozze di Figaro             | Mozart                |
| Don Giovanni Masetto     | Don Giovanni                   | Mozart                |
| Don Alfonso Guglielmo    | Così fan tutte                 | Mozart                |
| Figaro                   | Il barbiere di Siviglia        | Paisiello             |
| Tingoccio                | Il calzare d'argento           | Pizzetti              |
| Lescaut                  | Manon Lescaut                  | Puccini               |
| Marcello                 | La bohème                      | Puccini               |
| Sharpless                | Madama Butterfly               | Puccini               |
| Gianni Schicchi          | Gianni Schicchi                | Puccini               |
| Ondino                   | La campana sommersa            | Respighi              |
| Slook                    | La cambiale di matrimonio      | Rossini               |
| Isidoro                  | Matilde di Shabran             | Rossini               |
| Taddeo                   | L'italiana in Algeri           | Rossini               |
| Buralicchio              | L'equivoco stravagante         | Rossini               |
| Figaro                   | Il barbiere di Siviglia        | Rossini               |
| Dandini                  | La Cenerentola                 | Rossini               |
| Ottone                   | Griselda                       | Scarlatti             |
| Re Froila                | Alfonso ed Estrella            | Schubert              |
| Oberto                   | Oberto, conte di San Bonifacio | Verdi                 |
| Giacomo                  | Giovanna d'Arco                | Verdi                 |
| Rolando                  | La battaglia di Legnano        | Verdi                 |
| Rigoletto                | Rigoletto                      | Verdi                 |
| Conte di Luna            | Il trovatore                   | Verdi                 |
| Giorgio Gérmont          | La traviata                    | Verdi                 |
| Simon Boccanegra         | Simon Boccanegra               | Verdi                 |
| Egberto                  | Aroldo                         | Verdi                 |
| Renato                   | Un ballo in maschera           | Verdi                 |
| Don Carlo di Vargas      | La forza del destino           | Verdi                 |
| Don Rodrigo              | Don Carlo                      | Verdi                 |
| Amonasro                 | Aida                           | Verdi                 |
| Sir John Falstaff Ford   | Falstaff                       | Verdi                 |
| Amfortas                 | Parsifal                       | Wagner                |

## Discografia

### Registrazioni in studio
- 1951 ― Aida (direzione di Vittorio Gui) Cetra
- 1952 ― I puritani (direzione di Fernando Previtali) Cetra
- 1953 ― I puritani (direzione di Tullio Serafin) Columbia/EMI
- 1953 ― Cavalleria rusticana (direzione di Tullio Serafin) Columbia/EMI
- 1953 ― Amelia al ballo (direzione di Nino Sanzogno) EMI
- 1954 ― Pagliacci (direzione di Tullio Serafin) Columbia/EMI
- 1954 ― Così fan tutte (direzione di Herbert von Karajan) EMI
- 1956 ― La bohème (direzione di Antonino Votto) Columbia/EMI
- 1956 ― Falstaff (direzione di Herbert von Karajan) HMV
- 1956 ― Il trovatore (direzione di Herbert von Karajan) Columbia/EMI
- 1957 ― Il filosofo di campagna (direzione di Renato Fasano) HMV
- 1957 ― Il barbiere di Siviglia (direzione di Renato Fasano) Ricordi
- 1958 ― L'elisir d'amore (direzione di Tullio Serafin) EMI
- 1963 ― L'italiana in Algeri (direzione di Silvio Varviso) Decca
- 1965 ― Pagliacci (direzione di Herbert von Karajan) DG
- 1966 ― Madama Butterfly (direzione di John Barbirolli) EMI
- 1966 ― Falstaff (direzione di Leonard Bernstein) Columbia
- 1969 ― Rigoletto (direzione di Francesco Molinari Pradelli) Acanta
- 1972 ― La traviata (direzione di Aldo Ceccato) EMI
- 1973 ― La bohème (direzione di Herbert von Karajan) Decca
- 1980 ― Falstaff (direzione di Herbert von Karajan) Philips
- 1983 ― Oberto, Conte di San Bonifacio (direzione di Lamberto Gardelli) Orfeo
- 1986 ― L'elisir d'amore (direzione di Gabriele Ferro) DG
- 1990 ― Gianni Schicchi (direzione di Giuseppe Patanè) Eurodisc

### Registrazioni dal vivo
- 1950 Rai Roma ― Parsifal (direzione di Vittorio Gui) Melodram/Arkadia/Cantus Classic
- 1951 Rai Milano ― Il giuramento (direzione di Alfredo Simonetto)  Walhall/Myto
- 1951 Rai ― L'incoronazione di Poppea (direzione di Nino Sanzogno)  Arkadia
- 1951 Rai Torino ― Aroldo (direzione di Arturo Basile) Cetra/IDIS
- 1951 Rai Milano ― Giovanna d'Arco (direzione di Alfredo Simonetto) IDIS/Melodram
- 1951 Rai Roma ― La battaglia di Legnano (direzione di Fernando Previtali)  Cetra/Mondo Musica
- 1951 Radio olandese ― La forza del destino (direzione di Argeo Quadri)  Mitridate Ponto
- 1954 Amsterdam ― La favorita (direzione di Arturo Basile)  Mitridate Ponto
- 1954 Teatro alla Scala ― Lucia di Lammermoor (direzione di Herbert von Karajan) SRO/IDIS
- 1954 Teatro alla Scala ― Alceste (direzione di Carlo Maria Giulini) IDIS/Melodram
- 1954 Rai Milano ― Hänsel e Gretel (direzione di Herbert von Karajan)  Opera d'Oro
- 1954 Teatro alla Scala ― Le nozze di Figaro (direzione di Herbert von Karajan)  Myto/IDIS/Walhall/Opera D'Oro
- 1954 Asterdam ― Il trovatore (direzione di Arturo Basile) Mitridate Ponto
- 1955 Berlino ― Lucia di Lammermoor (direzione di Herbert von Karajan) EMI/Opera d'Oro
- 1955 Parigi ― Le nozze di Figaro (direzione di Hans Rosbaud)  GOP/Walhall/EMI
- 1956 Napoli ― Lucia di Lammermoor (direzione di Francesco Molinari Pradelli) Myto/House of Opera/Opera Lovers
- 1956 Teatro alla Scala ― Così fan tutte (direzione di Guido Cantelli)  (Opera d'Oro)
- 1956  Rai Milano ― La campana sommersa (direzione di Franco Capuana) GOP
- 1956 Rai Milano ― Alfonso ed Estrella (direzione di Nino Sanzogno) Gala
- 1957 Rai Roma ― Lucia di Lammermoor (direzione di Tullio Serafin) Melodram/Arkadia/Myto
- 1960 Vienna ― Simon Boccanegra (direzione di Gianandrea Gavazzeni GOP/Gala/Opera d'Oro
- 1962 Teatro alla Scala ― Serse (direzione di Piero Bellugi) Opera D'Oro
- 1963 RAI Milano ― Don Pasquale (direzione di Massimo Pradella) Opera Lovers
- 1963 Vienna ― Don Giovanni (direzione di Herbert von Karajan) Gala/Verona
- 1963 Vienna ― La bohème (direzione di Herbert von Karajan)  RCA/Legato Classics/Opera D'Oro
- 1964 Teatro alla Scala ― La bohème (direzione di Herbert von Karajan)  Cetra/Opera Lovers
- 1968 Venezia ― Don Pasquale (direzione di Carlo Franci) Mondo Musica
- 1968 Salisburgo ― Don Giovanni (direzione di Herbert von Karajan) OperaViva/Paragon
- 1969 Teatro alla Scala ― Manon (direzione di Peter Maag) Melodram/Legato Classics
- 1970 Napoli ― Griselda (direzione di Nino Sanzogno) Opera d'Oro
- 1970 Salisburgo ― Don Giovanni (direzione di Herbert von Karajan) Orfeo
- 1971 Salisburgo ― Don Pasquale (direzione di Riccardo Muti) Melodram
- 1971 Napoli ― L'equivoco stravagante (direzione di Bruno Rigacci) Bongiovanni
- 1972 Salisburgo ― Don Pasquale (direzione di Riccardo Muti)  Foyer/Opera d'Oro
- 1972 Napoli ― La lettera anonima (direzione di Franco Caracciolo) UORC/On Stage
- 1974 Teatro alla Scala ― Don Pasquale (direzione di Piero Bellugi) Bongiovanni/GOP
- 1974 Genova ― Matilde di Shabran (direzione di Bruno Martinotti) UORC/MRF/Legato Classics
- 1975  Rai ― Il marito disperato (direzione di Pier Luigi Urbini) UORC
- 1978  Firenze ― Werther (direzione di Georges Prêtre)) MYTO

## Direzioni
- 1972 ― Il campanello di Gaetano Donizetti, Teatro Carlo Felice, Genova
- 1993 ― Gianni Schicchi di Giacomo Puccini, Festival Puccini, Torre del Lago
- 1994 ― La Bohème di Giacomo Puccini, Festival Puccini, Torre del Lago
- 1995 ― Gianni Schicchi di Giacomo Puccini, Teatro Rendano, Cosenza
- 1997 ― Madama Butterfly di Giacomo Puccini, Festival Puccini, Torre del Lago
- 2000 ― Il matrimonio segreto di Domenico Cimarosa, Teatro Guimerà, Santa Cruz de Tenerife
- 2004 ― Gianni Schicchi di Giacomo Puccini, Calenzano Alto
- 2010 ― La traviata di Giuseppe Verdi, Teatro Garibaldi, Figline Valdarno
- 2011 ― La bohème di Giacomo Puccini, Teatro Dante, Campi Bisenzio
- 2013 ― Rigoletto di Giuseppe Verdi, Teatro Carlo Felice, Genova
- 2019 ― Rigoletto di Giuseppe Verdi, Teatro Carlo Felice, Genova

## Video
- Il barbiere di Siviglia - con Antonietta Pastori, Nicola Monti, Franco Calabrese, Marcello Cortis - Dir. Carlo Maria Giulini - RAI 1954 ed. BCS
- Un ballo in maschera - con Nicola Filacuridi, Marcella Pobbe, Lucia Danieli - Dir. Nino Sanzogno - RAI 1956 ed. House of Opera
- L'incoronazione di Poppea - con Teresa Berganza, Giorgio Tadeo, dir. Bruno Bartoletti - dal vivo Aix en Provence 1961
- La boheme - con Gianni Raimondi, Mirella Freni, Adriane Martino, Ivo Vinco - Dir. Herbert von Karajan - regia di Franco Zeffirelli - Universal Music GmbH/DG 1965
- Pagliacci - con Jon Vickers, Peter Glossop, Raina Kabaivanska - Dir. Herbert von Karajan - Unitel 1968
- Rigoletto - con Margherita Rinaldi, Franco Bonisolli - Dir. Francesco Molinari Pradelli - TV-Dresda 1969 (pubb. 1977) ed. Encore
- Così fan tutte - con Cecilia Bartoli, Raul Gimenez, Lynne Dawson, Roberto Frontali - Dir. Salvatore Accardo - dal vivo Napoli 1990 ed. House of Opera
- La traviata - con Eteri Gvazava, José Cura - Dir. Zubin Mehta - film RAI 2000 ed. Universal Pictures